# Lemaireodirphia guerreroiana
Lemaireodirphia guerreroiana is een vlinder van de familie nachtpauwogen (Saturniidae). De wetenschappelijke naam is voor het eerst gepubliceerd in 2012 door Ronald Brechlin & Frank Meister.

## Type
- holotype: "male, VIII.2010. leg. locale collector. Barcode: BC-RBP 5915"
- instituut: Museum Witt München later naar Zoologische Staatssammlung München, München, Duitsland
- typelocatie: "Mexico, Guerrero, Filo de Caballos, 2100 m"